# Aleksandr Pàvlovitx Aleksàndrov
Aleksandr Pàvlovitx Aleksàndrov (rus: Александр Павлович Александров, nascut a Moscú el 20 de febrer de 1943 és un antic cosmonauta soviètic mereixedor, dues vegades, de la distinció d'Heroi de la Unió Soviètica (el 23 de nombre de 1983 i el 29 de desembre de 1987).

## Biografia
Nascut a Moscú, Rússia, es va doctorar a Universitat Tècnica Estatal Bauman de Moscú el 1969 en l'àmbit de sistemes de direcció de naus espacials.
L'1 de desembre de 1978 va ser seleccionat com a cosmonauta. El seu primer vol va ser a l'expedició Soyuz T-9, en el que va ser l'enginyer de vol, i que va dur a terme de juny a novembre de 1983. En la seva segona missió va substituir un dels membres de la missió Mir EO-2. En aquesta missió, va ser llançat en la nau Soyuz TM-3 el juliol de 1987, la mateixa nau en la que va tornar el desembre d'aquell mateix any. En total, va restar 309 dies, 18 hores i 2 minuts a l'espai. També va ser cosmonauta substitut per a les missions Soyuz T-8, Soyuz T-13 i Soyuz T-15.
El 26 d'octubre de 1993 va dimitir com a cosmonauta, moment en què es va convertir en cap del grup de cosmonautes del NPOE. Des de 1996 és cap de la direcció de proves de vol del RKKE. Està casat i té dos fills.

## Premis i guardons
- Dues vegades Heroi de la Unió Soviètica
- Pilot-Cosmonauta de la URSS
- Dues vegades Orde de Lenin
- Medalla al "Mèrit en l'exploració espacial"